# Jerry Lawler
Jerry O'Neil Lawler (Memphis, 29 de Novembro de 1949) é um lutador norte-americano, comentarista de wrestling, músico, empresário, designer comercial e ator, conhecido no mundo do wrestling como Jerry "The King" Lawler. No momento, ele está no WWE Hall of Fame e aposentado da sua carreira de wrestling profissional, também está em um contrato de Lendas com a WWE.
Lawler tem 164 títulos em sua carreira, incluindo um reino como Campeão mundial de Pesos-pesados da Associação Americana de Wrestling e mais de 50 reinos como Campeão dos Pesos pesados da Memphis Wrestling Southern. Ele é também 3 vezes Campeão mundial dos Pesos-pesados da World Class Wrestling Association (chamava-se Campeonato mundial unificado dos Pesos-pesados da United States Wrestling Association da terceira vez). Ele também foi introduzido ao WWE Hall of Fame em 2007. Lawler tem mais títulos que qualquer outro atual empregado da WWE, apesar de nunca ter ganhado nenhum título da empresa desde a sua estreia.

## Carreira no wrestling profissional

### Décadas de 60 e 70
Como um jovem adulto, Lawler era um DJ, e atraiu a atenção do promotor de wrestling local, Aubrey Griffith. Os dois fizeram um acordo onde Lawler iria fazer publicidade de graça em troca de Griffith fornecer treinamento de wrestling de graça. Lawler estreou como wrestler em 1970 e ganhou seu primeiro cinturão em Setembro de 1971 ganhando uma battle royal. Ele logo ganhou o AWA Southern Tag Team Championship com a parceria de Jim White. Em 1974, Lawler começou um feud com Jackie Fargo, que havia sido seu treinador e mentor. Isso levou a uma luta pelo Memphis Wrestling Southern Heavyweight Championship. Em 24 de Julho de 1974, Lawler foi marcado para ganharo cinturão e o título de "King of Wrestling." (Rei do wrestling) Apesar de Lawler ter começado a carreira como heel, ele se tornou face no final de 1974. No dia 12 de Novembro de 1979, enquanto trabalhava na Continental Wrestling Association (CWA), Lawler derrotou Billy Graham para se tornar CWA World Champion.

### Décadas de 80 e 90
Em 1980, quebrou sua perna, mas retornou ao ringue após vários meses.
Em 1982, Lawler começou um grande feud com o humorista Andy Kaufman. Naquele tempo, Kaufman lutava com mulheres e se delarou o Intergender Heavyweight Champion. No dia 5 de abril, Lawler, lutou com Kaufman em Memphis. Durante o combate, Lawler aplicou dois piledrivers em seu oponente, mandando-o para o hospital. Em 29 de Julho, Lawler estapeou Kaufman no rosto em um episódio de Late Night with David Letterman. Kaufman respondeu jogando seu café em Lawler. Anos depois, Lawler apareceu como si mesmo no filme biográfico de Kaufman Man on the Moon; o filme revela que a rixa entre os dois foi apenas kayfabe. Lawler depois relevou que os dois eram bons amigos.
Em 7 de março de 1983, Lawler ganhou o Campeonato internacional da AWA derrotando Austin Idol. Ele também derrotou Ken Patera no dia 25 de julho para começar seu segundo reino como campeão internacional. Lawler se tornou Campeão do "interior" da NWA no dia 12 de abril de 1984 quando ele derrotou Randy Savage. Em 1985, Lawler viajou ao Japão, onde ele ganhou o Título Polynesian Pacific no dia 25 de Janeiro de 1986. Depois retornou aos Estados Unidos, onde derrotou Bill Dundee no dia 29 de Julho de 1986 para começar um novo reino como Campeão Internacional da AWA. Lawler teve um feud com Tommy Rich, Austin Idol, e Paul E. Dangerously no começo de 1987. A animosidade começou com uma controvérsia com a luta pelo Campeonato mundial da AWA involvendo Nick Bockwinkel. Durante o feud, o trio derrotou Lawler em uma steel cage match e cortaram seu cabelo, o que causou um distúrbio gigantesco.
Lawler ganhou o Campeonato mundial dos Pesos-pesados da AWA de Curt Hennig. Durante seu reino, Lawler teve um feud com o campeão do World Class Championship Wrestling Kerry Von Erich. Ele derrotou Von Erich no dia 15 de Dezembro de 1988 no Superclash III para unificar os dois títulos. Logo depois, os problemas com Verne Gagne levaram Lawler a sair da AWA. Em 1991 e 1992, enquanto trabalhava na United States Wrestling Association (USWA), Lawler fez uma parceria com Jeff Jarrett em um combate contra os Moondogs pelo Campeonato mundial de duplas da USWA.

### World Wrestling Federation (Entertainment) (1992–2001)
Lawler começou sua carreira na WWF em Dezembro de 1992 como anunciador no WWF Superstars of Wrestling. De 1993 até 1995, ele teve um feud com Bret Hart e o resto da família. O feud começou no King of the Ring quando Lawler interrompeu a cerimonia de vitória de Hart e atacou-o. Lawler proclamou que era o único verdadeiro rei ("king") da World Wrestling Federation (WWF), e os dois foram marcados para lutar no SummerSlam para acertar a disputa. No evento, no entanto, Lawler veio ao ringue com muletas e disse não poder lutar por causa de lesões contraídas em um acidente de carro. Hart enfrentou, então, "Doink, the Clown" no lugar de Lawler, e o derrotou por submission. Lawler então atacou Hart, revelando que na verdade ele não estava machucado. Hart derrotou Lawler por submission mas se recusou a soltar o sharpshooter. Como resultado, o árbitro reverteu a decisão e proclamou Lawler como o "Undisputed King of the World Wrestling Federation".
Simultaneamente, em forma de cross-promotion, Lawler entrou em um feud com Vince McMahon (que na época não era de conhecimento de todos o dono da World Wrestling Federation) na USWA. Lá, Lawler fez papel de babyface para a audiência de sua terra natal, onde McMahon (que sempre tinha sido face na WWF) foi demonstrado como heel que pretendia destronar Lawler. Como parte da cross-promotion, McMahon, Bret, Owen Hart, Giant González, Tatanka, e "Macho Man" Randy Savage começariam a aparecer na USWA. Enquanto o programa continuou na USWA, o feud entre Lawler e McMahon não era conhecido pela WWF.
A Hart Family Bret, Owen, Bruce, e Keith foram marcados para lutar contra o time onde Lawler era o capitão em uma elimination match no Survivor Series. No entanto Shawn Michaels teve que assumir o posto de Lawler, pois este estava enfrentando problemas legais. Como resultado, o feud entre Lawler e Vince McMahon na USWA foi, também, interrompido. Lawler não enfrentoi Bret Hart em outro PPV até o primeiro In Your House, onde ele derrotou Hart após Hakushi e seu manager Shinja interferirem. Isso acabou por leva-los a uma "Kiss My Foot" match no King of the Ring 1995, a qual Bret venceu. Como resultado, Lawler foi forçado a beijar o pé de Bret. O feud teve sua última reviravolta quando Lawler apresentou seu "dentista" Isaac Yankem, D.D.S.. Após Hart derrotar Ynkem por disqualificação, o feud com descontinuado
Seguinte ao fim dos problemas legais que afastaram Jerry  do Survivor Series de 1993, Lawler retornou à WWF na WrestleMania X, que foi o primeiro WWF pay-per-view que ele comentou. Durante o masin event da noite, "Rowdy" Roddy Piper serviu de árbitro especial para o segundo WWF championship match. Durante o combate Lawler fe vários comentários sobre Piper. Lawler conitnuou a humilhar Piper, incluindo levar um garoto vestido como Rowdy  e obriga-lo a beijar seu pé. Isso levou a uma luta no King of the Ring 1994 Que Jerry perdeu.
No outono de 1994, Lawler iniciou um feud com Doink the Clown. Lawler estorou os balões que eram carregados pelo ajudante anão de Doink, Dink. Lawler introduziu, depois, seu próprio ajudante anão, que ele chamou de Queasy. Nas semanas seguintes, Doink adicionou mais dois ajudantes, Wink e Pink, e Lawler introduziu Sleazy e Cheesy. Isso levou à elimination match no Survivor Series 1994, onde o time de Lawler venceu. Após o combate, no entanto, o time de Lawler se virou contra ele, se juntando ao time de Doink para atacar Jerry.
No final de 1994 e começo de 1995, Lawler lutou brevemente na Smoky Mountain Wrestling enquanto ainda comentava esporadicamente para a WWF. Durante seu período fora, Shawn Michaels o substituiu como comentarista no Monday Night Raw. Ele derrotou Tony Anthony pelo maior título da promoção em Janeiro de 1995. Em 1996, Lawler lutava ocasionalmente no WWF Superstars onde ele lutava contra jobbers enquanto segurava o microfone ára "fazer comentário nas (suas) próprias lutas" enquanto ocasionalmente servia de técnico para Isaac Yankem D.D.S. Após um feud breve com Ultimate Warrior, Lawler começou uma rixa com Jake Roberts após fazer graça com os problemas de Jake com as drogas e álcool. Os dois se degladiaram no SummerSlam 1996, onde Lawler saiu vencedor. Após a luta, Lawler derramou whiskey na boca de Roberts.
Em 1997, Lawler se tornou altamente envolvido na relação da WWF com a Extreme Championship Wrestling (ECW). Nas entrevistas e nos comentários, ele se referia a promoção como "Extremely Crappy Wrestling" (Algo como "Wrestling Extremamente Asqueroso", para deixar mais suave). Seus insultos frequentes à ECW eventualmente levaram a uma invasão do Raw pela ECW em fevereiro de 1997 e levou Jerry a uma luta contra o wrestler da ECW, Tommy Dreamer, no Hardcore Heaven, no qual Dreamer venceu.
Na metade de 1997, Lawler entrou no torneio "King of the Ring" pela primeira vez e avançou até as semifinais onde foi derrotado por Mankind. No outono, a WWF introduziu a "Divisão dos Peso-pena" para competir com a divisão de peso-cruzeiro da World Championship Wrestling. O filho de Lawler, Brian Christopher, foi um dos principais da divisão, embora, a WWF pediu que os dois não mencionassem seu parentesco, mesmo que fossem se confrontar em uma luta.
Em 1998, Lawler raramente lutava na WWF e se focava nos comentários. Apesar da rixa na USWA em 1993, em 1998, Vince McMahon teve umturn heel na WWF pela primeira vez e deixou a posição de narrador, Lawler começou então a elogiar McMahon, assim como humilhar Jim Ross. Foi a saída de Vince da mesa de comentaristas que levou a grande sincronia que existe entre Lawler e Ross. Isto mudou completamente o personagem de Lawler, embora ele ainda apoiasse os heels ele desenvolveu algum tipo de consciencia entre certo e errado, e condenava as ações de heels se eles iam longe demais. Isso começou quando Lawler surpreendentemente atacou Tazz quando este coemçava a praticar bullying em Ross. No SummerSlam, o "King" lutou contra Tazz em defesa de Ross. Com a criação da XFL em 2001, Lawler recebeu o emprego de narrador para a nova liga. Lawler alega nunca ter tido vontade de trabalhar para a XFL, mas aceitou pois McMahon e Kevin Dunn pediram a ele.

### Pós-WWF e o circuito independente (2001)
Em Fevereiro de 2001, a então esposa de Lawler, Stacy "The Kat" Carter, foi demitida pela WWF, e Lawler se demitiu em protesto. Para Lawler não havia motivo claro para ela ser demitida; quando Jim Ross disse a ele, simplesmente explicou que a equipe criativa havia considerado que Stacy tinha "um problema de atitude", Vince McMahon, Jr. disse para Lawler que ele não sabia que tipo de problema realmente era, e falhou em superar o problema com os Lawlers. Considerando que McMahon era o cabeça do time criativo, Lawler achou toda história muito estranha, ainda mais tendo deixado Jerry se demitir se não sabia o porque de Stacy ter sido demitida.
Lawler criou várias teorias para entender o fato. Sua primeira envolvia o fato de Chyna sentir ciúmes da atenção nas storylines que Stacy estava recebendo. E também porque ela tinha aceitado posar para a playboy, sendo que Chyna foi a segunda grande estrela da WWF a tirar fotos para a revista masculina (depois de Sable); Durante a estreia de Chyna na revista as relações com Carter foram cortadas.
Em entrevistas, que talvez houvesse outra razão, que a empresa queria demitir-lo. Ele também criticou McMahon por sua postura na hora da demissão, que não estava dando importância para a demissão. Apontava também que Jim Ross foi demitido por McMahonpara lidar com sua Síndrome de Bells em 1994, no período que a "utilidade" de Rossa tinha acabado. Lawler sentiu que a demissão de Carter foi uma tentativa de remove-lo também, dizendo que a empresa tinha certeza que ele sairia junto de sua esposa. A troca de Lawler por Paul Heyman lançou uma teoria que Heyman foi promovido as custas de Jerry. Rumores na internet circularam que a empresa estava mais aliada à Heyman do que à Lawler, e por causa das críticas duras de Lawler à ECW, Heyman queria Lawler fora. Lawler disse diversas vezes que não tinha ressentimentos quanto a Paul Heyman, acusando a mídia e os "terroristas de internet" de espalhar informação falsa Em Julho, cinco meses após o casal deixar a WWF, Lawler e Carter se divorciaram.
Durante este tempo, Lawler parcipou de promoções independentes tanto na Austrália quanto América do Norte, assim como se juntando à X Wrestling Federation junto ao veterano da WCW, Tony Schiavone, como comentarista.

### Retorno à WWF/E (2001–presente)

#### Comentarista e lutador ocasional (2001–2010)

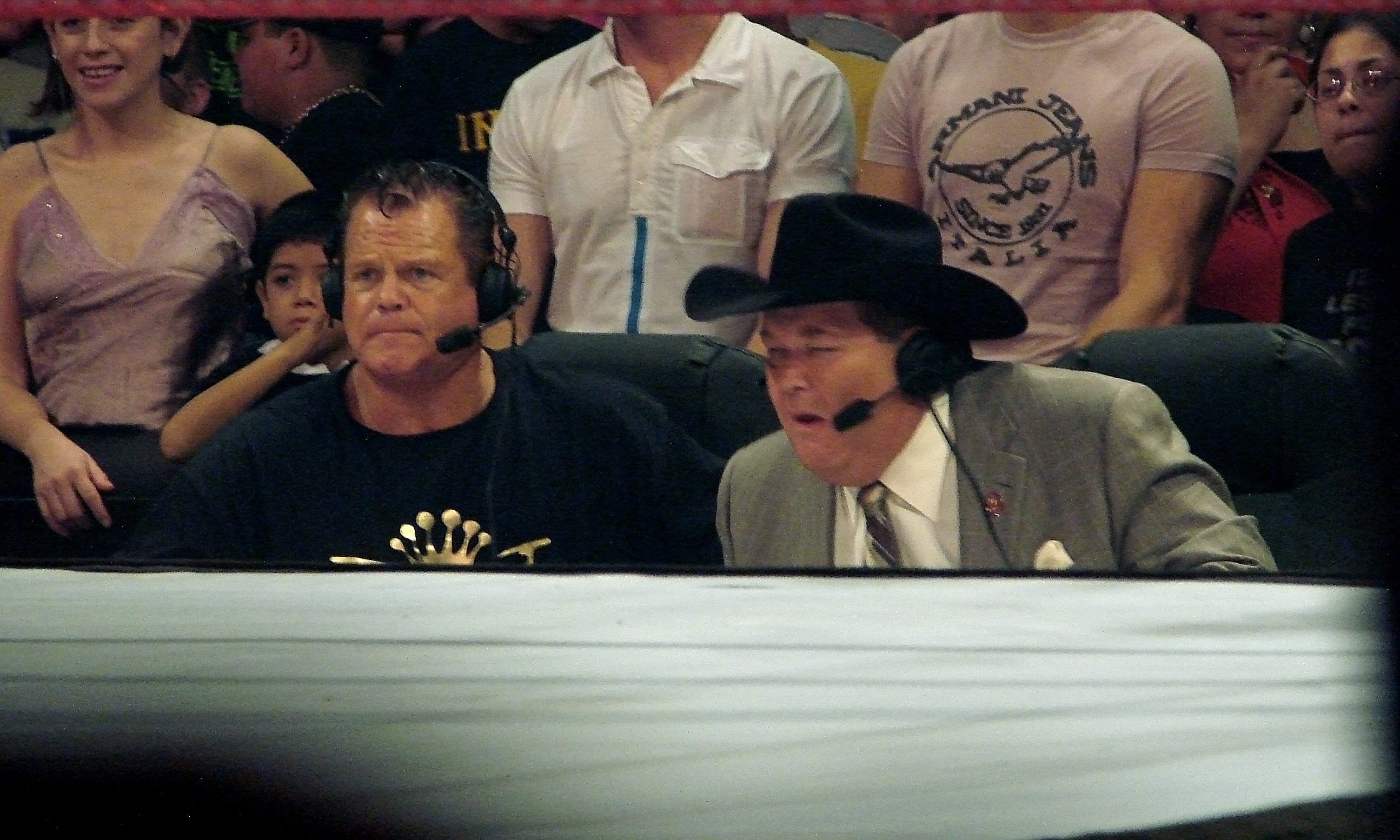
Lawler e Jim Ross comentando a ação do ringue

Em 19 de novembro de 2001, Lawler retornou à WWF. Ele foi re-introduzido por Vince McMahon no Raw como substituto do comentarista (e Membro da Alliance) Paul Heyman, que havia sido demitido (kayfabe) após a Alliance perder na noite anterior no Survivor Series. Como ele era antes de sair, Lawler era novamente comentarista do Raw e de pay-per-views junto a Jim Ross e SmackDown! com Michael Cole, até os programas serem separados e Lawler se tornou exclusivo do Raw. Lawler disse que sua química com Jim Ross é um resultado de sua diferenças de estilos; de acordo com Lawler, Jim Ross é um bom contador de histórias e mantêm os fãs dentro das storylines, enquanto ele dá reação e emoção  para animar os comentários.
Além disso, ele esporadicamente lutava com os superstars do Raw, como Randy Orton, Muhammad Hassan, Gregory Helms e a dupla Cody Rhodes e Ted DiBiase, Jr.
Em 2003, o time de comentaristas do Raw formado por Lawler e Jim Ross começou uma rixa com o time de comentaristas do Sunday Night Heat formado por Jonathan Coachman e Al Snow. No Unforgiven, Lawler e Ross perderam, e perderam seus direitos de comentarem no Raw. O que foi retomado por Ross após este vencer Coachman.
Em Junho de 2006, Extreme Championship Wrestling foi re-lançada e começou uma pequena invasão na WWE começou. ECW e WWE lutaram durante semanas no Raw, incluindo até superstars do SmackDown!. Isso criou tensões entre o time de comentaristas do Raw e SmackDown!, como Tazz, e lendas da ECW, insultaram e criticaram Jim Ross até Lawler partir em sua defesa. A rixa terminou após Tazz vencer Lawler em uma luta no One Night Stand, onde Tazz ganhou em apenas 30 segundos fazendo Jerry desmaiar com um Tazzmission após uma distrção de Joey Styles.
Em Julho de 2006, Randy Orton começou uma rixa com Hulk Hogan. Lawler atacou Orton em defesa de Hogan, o que os levou a uma luta noRaw. Orton derrotou Lawler apósum golpe baixo e um RKO.
No dia 31 de Março de 2007, Lawler entrou para o WWE Hall of Fame. Em Agosto, King Booker disse ser o único que por direito poderia ser chamado de "King" (rei). Após ser derrotado em ringue, Lawler supostamente deveria coroar seu oponente no Madison Square Garden. Durante a cerimônia, no entanto, Lawler anunciou um outro rei como oponente de Booker, "The King of Kings" (O rei dos reis), Triple H. Isso levou a uma briga entre Lawler e Booker.
7 de Julho de 2008 na edição de Raw, Lawler foi atacado por Kane após salvar Michael Cole de enfrentar o mesmo sofrimento. Depois, naquele verão, ele fez um time com "Hacksaw" Jim Duggan para enfrentar Ted DiBiase e Cody Rhodes pelo Campeonato Mundial de Tag Team da WWE mas perdeu.
Na edição de Raw do dia 23 de Março de 2009, Lawler desafiou Chris Jericho para uma luta por causa de seu desrespeito com os Hall of Famers, que Jericho accepted. Na semana seguinte, Lawler perdeu para Chris após se submeter ao Walls of Jericho. Após a luta, Jericho disse novamente como ele ia ser vitorioso contra os Hall of Famers na WrestleMania XXV.
2 de Julho, Lawler se anunciou como oponente de Brian Kendrick. Ele derrotou Kendrick. Na edição de 16 de Novembro, após Sheamus atacar o  "cronometrista" na frustração por não ter um oponente, Lawler deixou a mesa de comentaristas para confrontar Sheamus e verificar a vítima, apenas para receber um chuta na cabeça por causar problemas. No dia 7 de Junho de 2010, Lawler perdeu sua coroa para the IRS por que aparentemente ele não havia pagado seus impostos, mas reconquistada por Quinton Jackson. No final da noite, Lawler era um dos funcionários que foi brutalmente atacados por membros da 1ª temporada do NXT. Lawler no entanto, foi o único que tentou se defender e atacou de volta, socava os NXT rookies até juntarem 3 contra ele. TNa semana seguinte, Lawler e os membros do Raw lutaram contra os agora chamados "The Nexus" quando eles tentaram emboscar John Cena. Em 28 de Junho, Lawler, Ricky Steamboat, Michael Hayes, Arn Anderson, Mike Rotunda, e Dean Malenko foi severamente atacados pelo Nexus, enquanto comemoravam a carreira de Steamboat. Josh Mathews substituiu Lawler na posição de comentarista.
Em 26 de Julho de 2010 no Raw, Lawler fez time com Mark Henry, Goldust, Yoshi Tatsu, Evan Bourne e The Hart Dynasty em uma tag team elimination match contra The Nexus. Lawler foi eliminado por Heath Slater.

#### Rixa com The Miz e Michael Cole (2010)

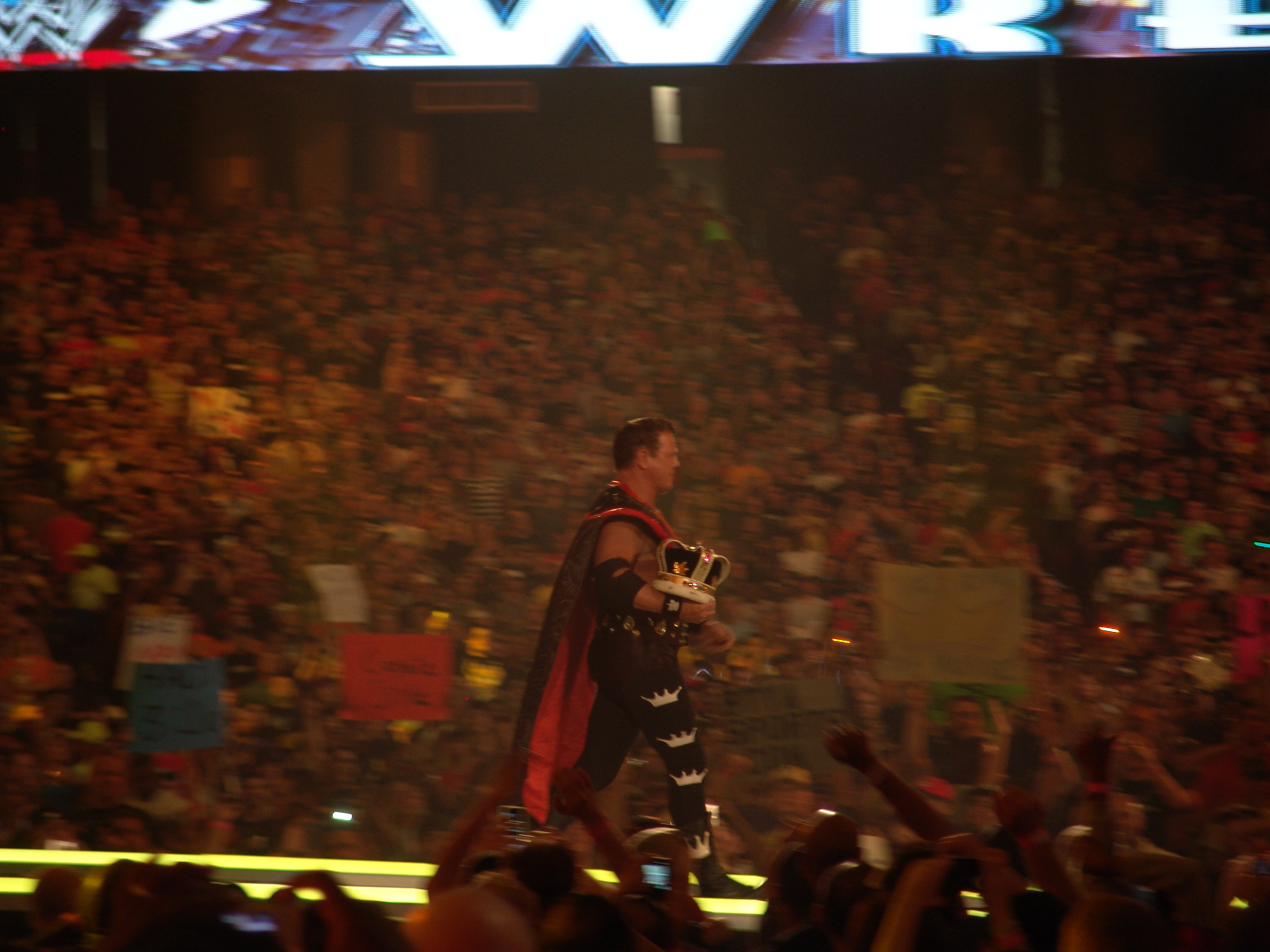
Laweler fazendo sua entrada na WrestleMania XXVII.

No episódio do Raw especial do torneio de King of the Ring do dia 29 de Novembro, Lawler, que estava celebrando seu 61º aniversário, desafiou The Miz pelo WWE Championship, desafio recusado por Miz. Porem, o gerente geral anônimo do Raw iria obrigar Miz a competir no evento principal da noite, dando de presente à Jerry sua primeira chance de conquistar o WWE Championship, sendo uma luta no estilo Tables, Ladders and Chairs match. Miz conseguiu manter seu título após uma interferência de Alex Riley e Michael Cole.
A interferência de Cole causou grande tensão entre os dois. Em 6 de Dezembro, Cole iria se desculpar com Lawler, mas apenas retirou as desculpas e exigiu que Jerry se desculpasse. Após Lawler ameaçar atacar Cole, o gerente geral  estipulou que se os dois se enfrentassem fisicamente  seriam demitidos.
Lawler iria então continuar sua rixa contra The Miz, e em 20 de Dezembro, Lawler fez time com Randy Orton e John Morrison contra Miz, Riley e King Sheamus em uma 6-man Tag match que teminou com Lawler encobrindo Miz para a vitória. Isso levaria a uma revanche entre Miz e Lawler na semana seguinte, onde Lawler novamente derrotaria Miz, mas dessa vez por contagem. Depois naquela noite, Miz atacou Lawler que estava na mesa de comentaristas. Lawler iria mais uma vez fazer time com Orton em 10 de Janeiro de 2011 para enfrentar Miz e Riley. Lawler mas uma vez venceu, dessa vez encobrindo Riley.
No dia 31 de Janeiro, Lawler participou de uma 7-man Raw Rumble match, da qual saiu vencedor e recebeu o direito de lutar pelo WWE Championship contra The Miz no WWE Elimination Chamber. No pay-per-view, Lawler não conseguiu ganhar o título, terminando assim a rixa. Na noite seguinte no Raw, Lawler, após se cansar da atitude de Cole, que incluia zombar da morte da mãe de Lawler, iria desafia-lo para uma luta na WrestleMania XXVII. Cole respondeu jogando água na cara de Lawler. Na semana seguinte no Raw, Cole aceitou o desafio de Lawler. Ele então anunciou que seria treinado por Jack Swagger. Na semana seguinte, Stone Cold Steve Austin foi anunciado como árbitro convidado especial para a luta. Na semana seguinte, Lawler foi confrontado por seu filho Brian Lawler, que foi convidado à Raw por Michael Cole, para "expôr" a pessoa que Lawler realmente era. Brian, na storyline, disse que seu pai nunca esteve lá quando ele precisou, que Lawler nunca mencionou que ele era seu filho quando faziam comentários, e provocou dizendo ter competido na WrestleMania antes de seu pai, e disse tar vergonha de Jerry. Brian então deu um tapa em Lawler e foi embora. Michael Cole continuou a maltratar Lawler psicologicamente, enquanto Lawler não podia tocar em Cole, mas Jim Ross apareceu. E quando ele e Cole estavam para brigar, Swagger apareceu atacando Lawler e depois colocando Ross sob sua submissão, o ankle lock, Lawler tentou deter Swagger mas acabou caindo no mesmo destino.
Na WrestleMania, Lawler ganhou a luta por submissão, usando o ankle lock em Cole. Enquanto celebrava sua vitória com Stone Cold, o anônimo gerente geral da Raw reverteu a decisão pois Stone COld empurrou Cole, tendo fisicamente se envolvido, e fez de Cole o vencedor por desqualificação. No dia 11 de Abril, após derrotar Swagger, Lawler anunciou que no Extreme Rules, ele e Jim Ross queriam enfrentar Cole e Swagger em uma luta de duplas. No dia primeiro de Maio, durante o PPV Lawler e Ross perderam para Swagger e Cole em uma Country Whipping Match.
9 de Maio, Jerry Lawler atacou Cole puxando sua gravata e fazendo ele bater várias vezes a cabeça contra sua cabine, forçando Jack Swagger à levar Cole aos bastidores. Já que Jerry não tocou em Cole, apenas em sua gravata, a ordem de não-agressão entre Lawler e Cole não foi violada. Então, Swagger, em nome de Cole, armou uma luta entre Cole e Lawler para o Pay-Per-View Over The Limit que ocorrerá dia 22 de Maio. Com a estipulação que se Cole vencer, ele leva o anel de Hall Of Famer de Lawler, e Jerry deve introduzi-lo no Corredor da fama.

### Memphis Wrestling (2007)
Em 2007 foi anunciado que Lawler iria participar em uma 'luta dos sonhos' contra Hulk Hogan que foi armada para ocorrer na promoção Memphis Wrestling no dia 27 de Abril. A luta foi altamente promovida por Corey Maclin já que Hogan competiu no território de Memphis no começo de sua carreira. No dia 12 de Abril, no entanto, Lawler desistiu do evento já que seu contrato com a WWE o proibia de  participar de um show televisionado para o programa de Hogan, Hogan Knows Best. Em Janeiro de 2008, Maclin revelou que estava processando a WWE.

### Jerry Lawler's Memphis Wrestling (2010)
Em Maio de 2010, Jerry anunciou um novo programa de TV sobre wrestling, chamado, Jerry Lawler's Memphis Wrestling. O programa iniciou no dia 5 de Junho no Ion Network Channel.  3 episódios foram gravados. No dia 11 de Setembro de 2010, Jerry anunciou que não haveria novos programas.

## Vida Pessoal
Se casou três vezes e tem 2 filhos do seu primeiro casamento, Brian, mais conhecido pelo seu trabalho na WWE como Grandmaster Sexay, e seu irmão Kevin, um árbitro renomado em circuitos independentes. Jerry se casou pela segunda vez em 1982 e se separou novamente em 1992. Conheceu sua terceira esposa em 1989 e eles se casaram em setembro de 2000. Eles se divorciaram em 2003.
Jerry é também conhecido por várias prisões, incluindo de molestar uma adolescente de 15 anos durante o PPV Survivor Series 1993, em 1999 por atacar um policial, e em 2016 foi preso junto com sua noiva por violência doméstica. Os dois se acusavam então ficaram na delegacia.
Jerry ainda sofre de problemas cardíacos. Durante o RAW do dia 12 de setembro de 2012 sofreu um ataque cardíaco ao vivo e teve que ser socorrido e levado ao hospital.

## Golpes
- Jumping piledriver
- Elbow drop
- Brainbuster
- Back suplex